# Park Kuźniczki
Park Kuźniczki (niem. Kleinhammer Park) – zabytkowy niewielki park w Gdańsku, na obszarze dzielnicy Wrzeszcz. Położony jest na osiedlu Kuźniczki, nad strugą Strzyża. Powierzchnia parku wynosi 0,6 ha.

## Historia

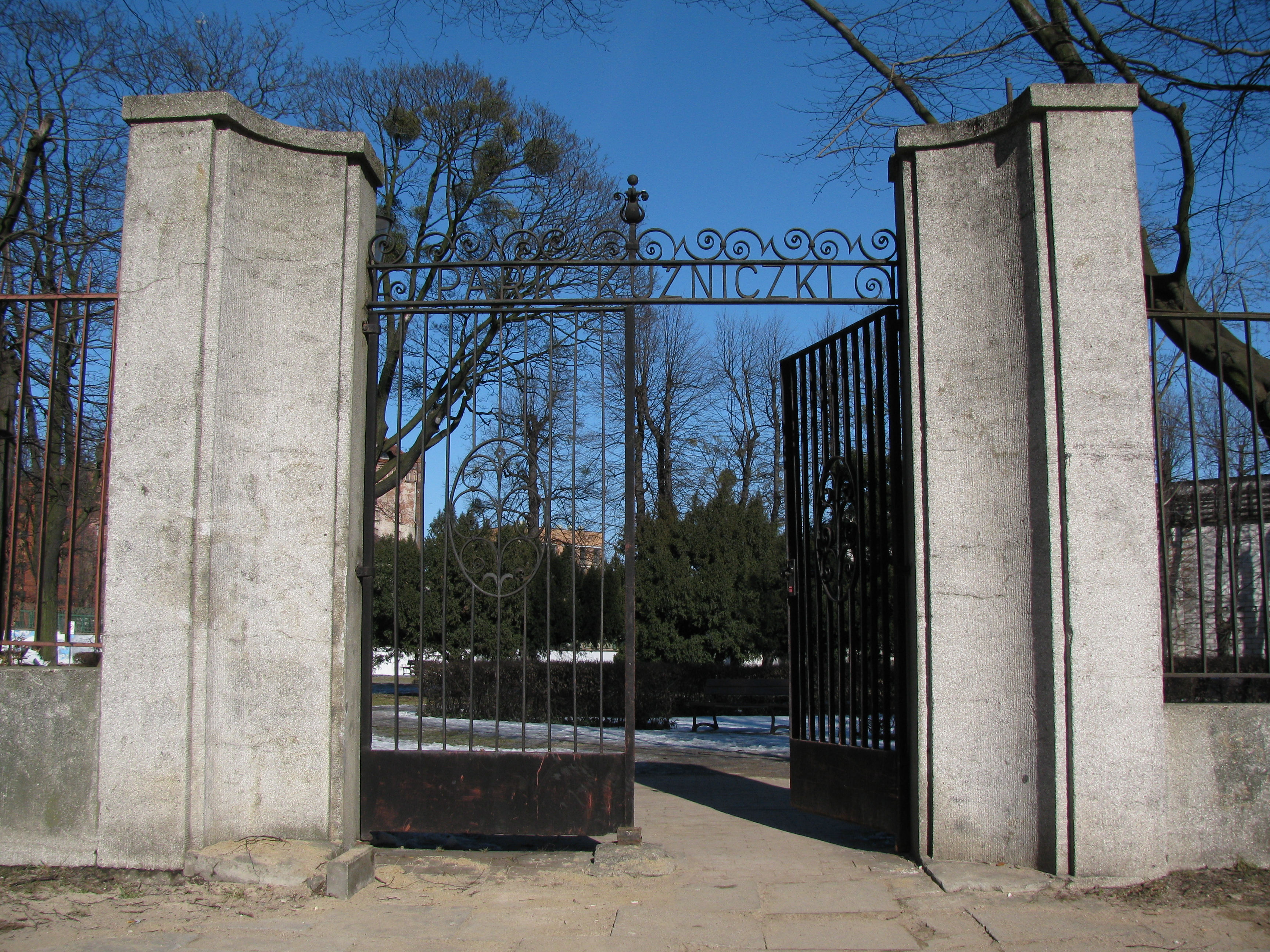
Główna brama do parku

Początki Parku Kuźniczki sięgają już XVI wieku, kiedy nad Strzyżą powstała także cała osada dworska wraz z okalającym staw parkiem, ogrodem oraz obiektami gospodarczymi. 
Jak pisał w 1773 roku Daniel Chodowiecki: Ogród jest bardzo piękny, ma wspaniały parter kwiatowy, promenady, labirynt i teatr. Posągi przedstawiają cztery temperamenty, prócz tego Minerwę, prowadząca za rączkę dziecko, które się opiera i Wenus całującą Amora [...].
W 2. połowie XVIII wieku na terenie parku zbudowano rokokowy dwór Kuźniczki. Ówczesny park zajmował powierzchnię kilku hektarów.

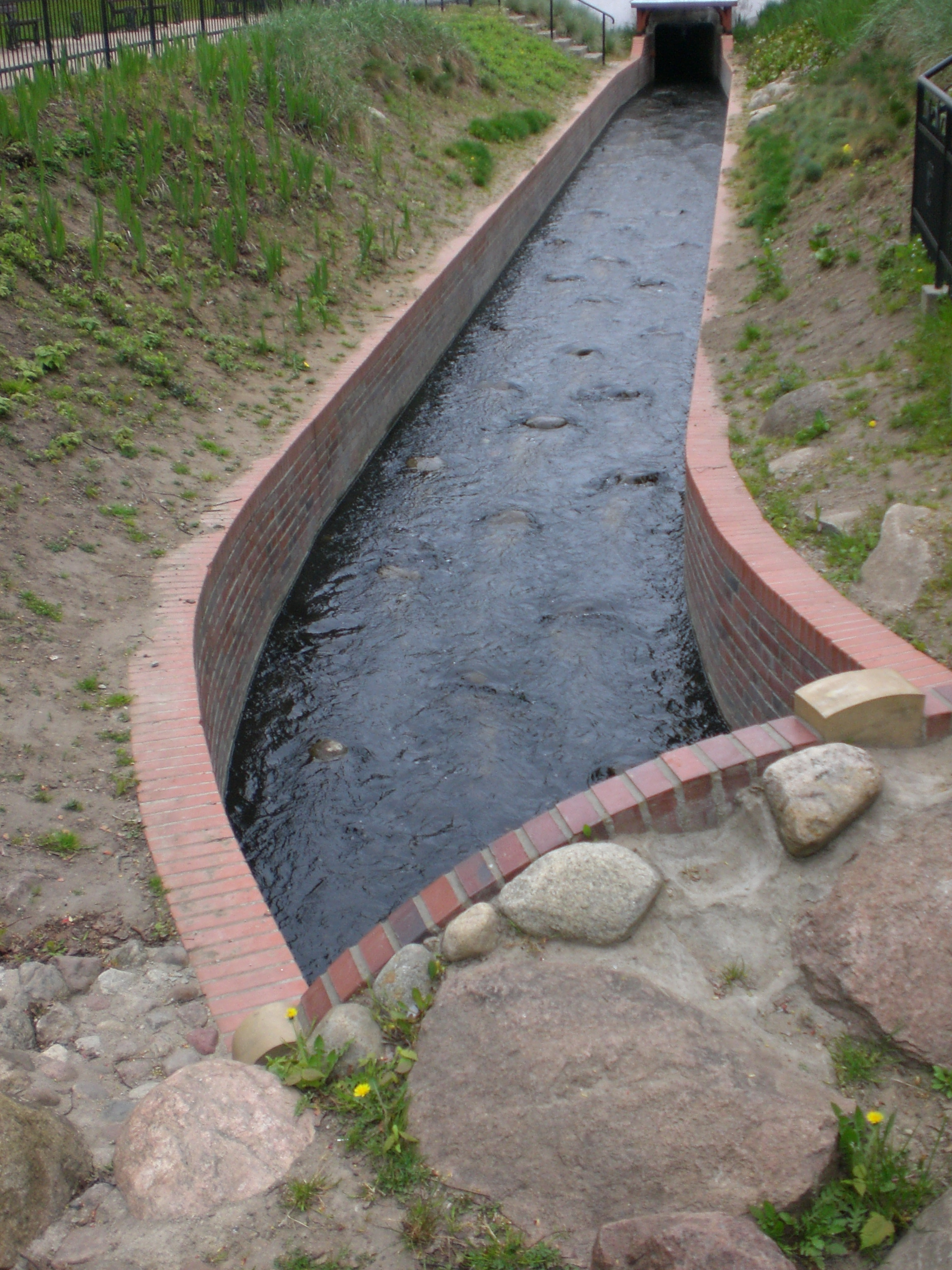
Strzyża w parku

Wraz z budową i rozbudową browaru oraz budową stacji Gdańsk Wrzeszcz, obszar parku regularnie zmniejszał się. Na początku XX wieku z dawnego parku pozostał tylko fragment, który wykorzystała restauracja mieszcząca się w pawilonie dobudowanym do dworu. Ostateczny, wydawałoby się, koniec parku przypadł na lata 60. XX w., kiedy to cały obszar parku porastały zawalone śmieciami chaszcze, a bramy i wszystkie obiekty w parku były znacząco zdewastowane.
Lepsze czasy dla parku nastały dopiero w ostatnich latach, kiedy to przeprowadzono częściową jego rewitalizację. Odnowiono m.in. ławki, szczęśliwie zachowaną altankę, bramę z widniejącym napisem PARK KUŹNICZKI (wcześniej istniał napis w niemieckiej wersji językowej), żwirowe chodniki oraz posprzątano zalegające śmieci i zainstalowano oświetlenie.

## Położenie
Park we współczesnym kształcie położony jest na prostokątnym obszarze ograniczonym:
- od zachodu – ul. J. Kilińskiego, oddzielającą go od Stawu Browarnego, będącego niegdyś integralną częścią parku
- od północy – terenami browaru gdańskiego
- od wschodu – budynkami pływalni Start
- od południa – ul. Wajdeloty

## Zobacz też

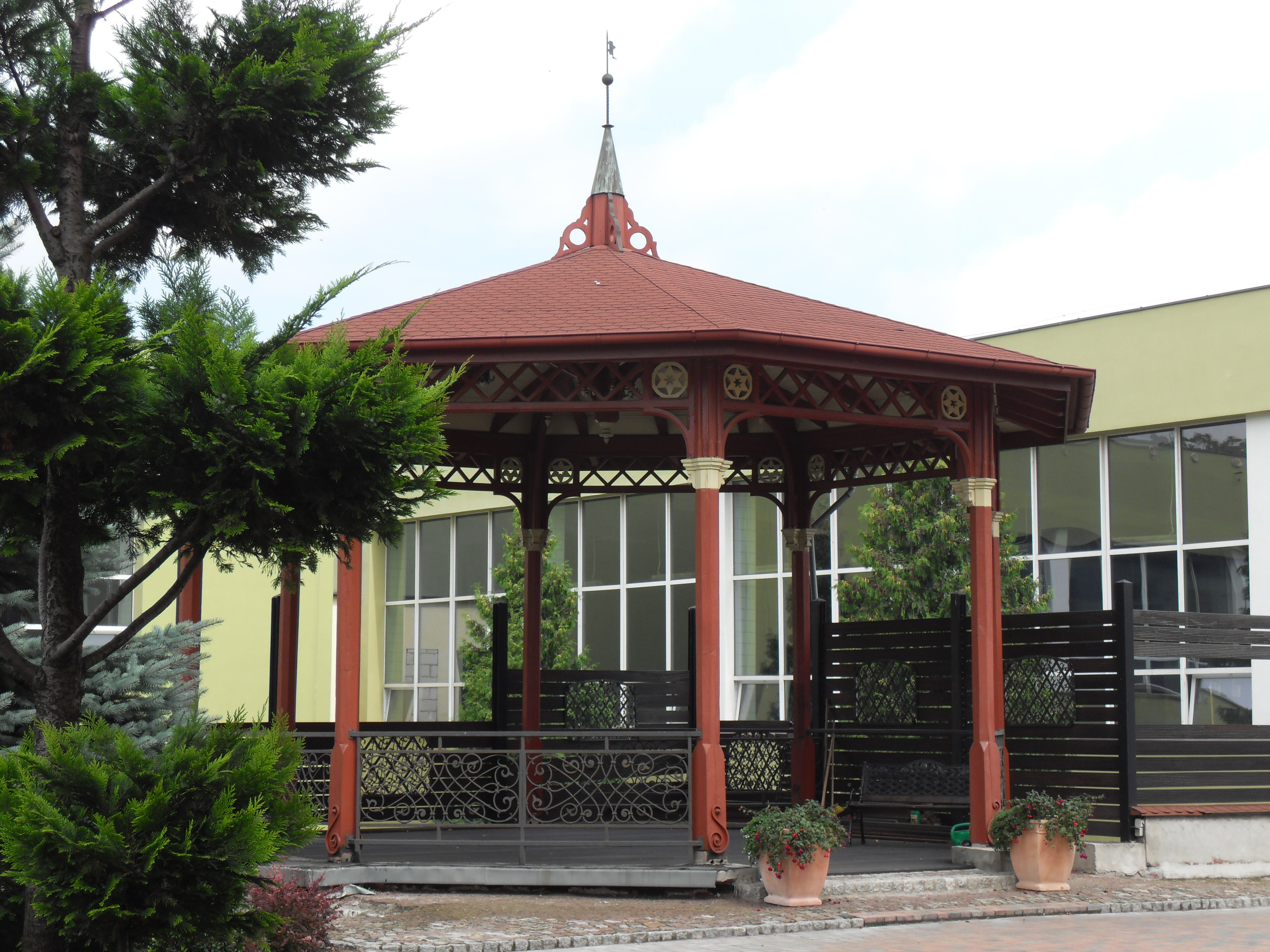
Stara altana parku, obecnie poza jego terenem